# Liste der Kulturhäuser in der DDR

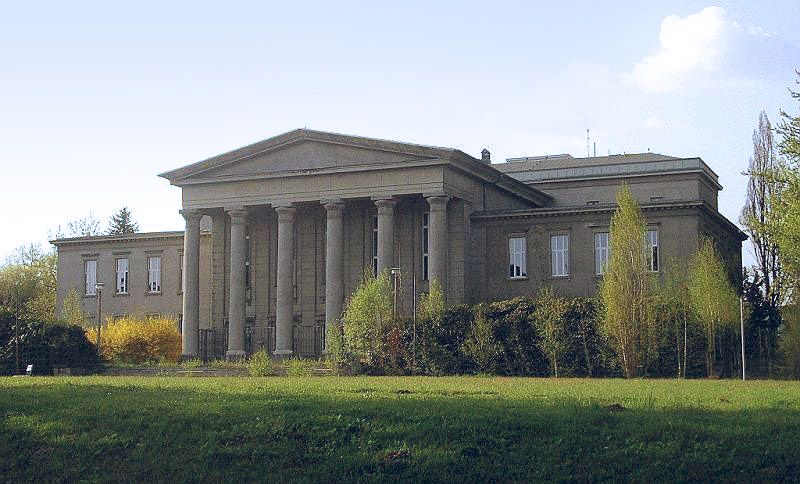
Kulturhaus der Wismut AG in Chemnitz

Die Liste der Kulturhäuser in der DDR verzeichnet den Zustand und die Nutzung wichtiger in der Deutschen Demokratischen Republik errichteter Kulturbauten.

## Geschichte
Von 1949 bis 1989 wurden in der Deutschen Demokratischen Republik auf Betreiben der Politik über 2000 Kulturhäuser, Kulturpaläste und Arbeiterclubs neu erbaut oder in bestehenden Villen, Gasthöfen und Saalbauten eingerichtet.
Betrieben wurden sie vielfach von Kombinaten, in ländlichen Gebieten auch von den Maschinen-Ausleih-Stationen (MAS). Im Einklang mit der Baudoktrin der frühen 1950er Jahre wurden zunächst hauptsächlich Typenbauten nach Art des Sozialistischen Klassizismus oder der Heimatschutzarchitektur aufgeführt. Die Ausstattung war oft repräsentativ, es kamen edle Materialien zum Einsatz, der Bauschmuck wurde von namhaften Künstlern gestaltet. Jüngere Bauten der 1960er Jahre sind dagegen vielfach in Formen der internationalen Moderne gehalten, der Anteil der Repräsentationsräume war bei ihnen zugunsten von Gastronomie und Gesellschaftsräumen geringer. In der Zeit der Wende und friedlichen Revolution in der DDR führten die Privatisierung durch die Treuhandanstalt, der Bevölkerungsrückgang, geändertes Sozialverhalten und die kostspielige Bewirtschaftung der oftmals überdimensionierten Objekte zu Leerstand. Obwohl manche Häuser, teils schon vor der Wende, unter Denkmalschutz gestellt worden waren, kam es zu Vandalismus, Brandstiftung und Abrissen. Andere Kulturhäuser, insbesondere kleinere Bauten in Mittelstädten, wurden saniert, meist in die Trägerschaft der Städte übernommen und konnten sich in der veränderten Kulturlandschaft neu positionieren.

## Tabellarische Übersicht
| Legende           |
| ----------------- |
| Nutzung gesichert |
| gefährdet         |
| abgerissen        |

| Ort                                                                | Bundesland             | Bild | Gebaut | Architekt | Träger                                                                                              | Ausstattung | Status 1996 | Status 2016 |
| ------------------------------------------------------------------ | ---------------------- | --- | --- | --- | --------------------------------------------------------------------------------------------------- | --- | --- | --- |
| Ahlbeck 53° 56′ 26″ N, 14° 11′ 32″ O                               | Mecklenburg-Vorpommern | Haus der Erholung | 1957 als Kulturzentrum und Verpflegungsstätte für FDGB-Urlauber eröffnet                                                     | | | Saal, Klubgaststätte | bis 2010 als Kino, Diskothek und für Veranstaltungen des örtlichen Karnevalvereins genutzt | Wirtschaftsgebäude 2019 abgerissen, Sanierung und touristische Nutzung geplant |
| Altdöbern 51° 38′ 47″ N, 14° 0′ 59″ O                              | Brandenburg            | Heinrich-Heine-Kulturhaus                                                                                            | 1894 als Schützenhaus eröffnet, 1964 Umbau und Umbenennung, 1974 Renovierung und Erweiterung                                 | | Tagebau Greifenhain                                                                                 | Saal, Klubgaststätte | nach Stilllegung des Tagebaus 1994 als Kultberg betrieben | 2018 Sanierung des Schützensaals, 2024 durch Brandstiftung größtenteils zerstört. |
| Arnstadt 50° 49′ 53″ N, 10° 57′ 6″ O                               | Thüringen              | Kreiskulturhaus »CHEMA«                                                                                              | vor 1900 Restaurant Faber, ab 1946 Haus des Volkes, ab 1954 Kreiskulturhaus                                                  | | VEB Chemieanlagenbau Erfurt-Rudisleben                                                              | großer Saal, kleiner Saal, Gartensaal, Klubgaststätte, Gesellschaftsräume | | abgerissen, durch einen Wohn- und Bürohausneubau ersetzt. |
| Arnstadt 50° 49′ 48″ N, 10° 57′ 7″ O                               | Thüringen              | RFT-Kulturhaus „Lindeneck“                                                                                           | errichtet 1852 als Sommersitz für Willibald Alexis, ab 1893 Kurhaus, 1929 Neueröffnung nach Umbau, 1954 durch RFT übernommen | | VEB RFT Nachrichtenelektronik „Ernst Thälmann“                                                      | | u. a. Versammlungsort des Kreistages des Ilm-Kreises | 2012 abgerissen, durch einen Wohn- und Bürohausneubau ersetzt. |
| Arnstadt 50° 49′ 48″ N, 10° 56′ 55″ O                              | Thüringen              | Jugendklubhaus, nach 1990 Arnstädter Jugendzentrum                                                                   | 1846 errichtet als Concordia                                                                                                 | | | | Renovierungen 1934, 1976–1980, u. a. Probenraum des CHEMA-Kinder-Unterhaltungsensembles Arnstadt (e. V.) | 2019 abgerissen, durch einen Wohn- und Bürohausneubau ersetzt. |
| Aschersleben 51° 45′ 18″ N, 11° 27′ 33″ O                          | Sachsen-Anhalt         | Bestehornhaus, Volkshaus                                                                                             | 1908, 1938 | u. a. Hans Heckner | errichtet durch die Unternehmerfamilie Bestehorn, Stadt                                             | großer Saal mit 480 Pl., kleiner Saal mit 120 Pl., Gesellschaftsräume | Erweiterung 1938, seit 1991 umfangreiche Sanierungsarbeiten, Denkmalschutz | In Betrieb. Seit 2005 Heimstatt des jährlichen Kabarettfestivals der Bundesvereinigung Kabarett |
| Aue 50° 35′ 14″ N, 12° 41′ 53″ O                                   | Sachsen                | Kulturhaus „Ernst Thälmann“                                                                                          | 1957–1958 | Heinz Voigtmann | Stadt                                                                                               | Theatersaal mit 784 Pl., Konzertsaal mit ca. 200 Pl., Parkett, Klubräume, sehr großes Vestibül, das auch als Gaststätte genutzt wurde                                                                                                   | reiche dekorative Ausstattung im Originalzustand erhalten; von der Stadt genutzt; zu DDR-Zeiten Veranstaltungsort; Fernsehaufzeichnungen beliebter Sendungen | In Betrieb |
| Bad Berka 50° 53′ 25″ N, 11° 16′ 1″ O                              | Thüringen              | Klubhaus der Lungen-Heilstätte                                                                                       | 1954–1958 | Hanns Hopp, Richard Joachim Sahl                                                                                                | Lungen-Heilstätte Bad Berka, Ministerium f. Gesundheitswesen der DDR, Zentral-Klinik Bad Berka GmbH | großer Saal im Obergeschoss mit 400 Pl., Parkett, im Erdgeschoss Gaststätte | Originalbestand der Erstausstattung (Lampen und Saalgestühl); Gaststätte in Betrieb; die keramischen Pfeilerverkleidungen im Gastraum sind künstlerische Arbeiten des Töpferzirkels ehemaliger Patienten | Denkmal |
| Bad Blankenburg 50° 41′ 2″ N, 11° 16′ 19″ O                        | Thüringen              | Stadthalle | 1930 | | Großer Saal mit 1254 Pl., Kleiner Saal, Mehrzweckraum, Clubräume, Foyer                             | Generalsanierung 1995–2002 | In Betrieb. | |
| Bad Liebenstein 50° 48′ 59″ N, 10° 21′ 0″ O                        | Thüringen              | Kulturhaus | 1978–1981 | | Stadt                                                                                               | Saal mit 600 Pl.; Sauna, Kegelbahn, Vereins- und Proberäume, Ballettübungsraum | | 2007 geschlossen, ruinös, 2017 abgerissen |
| Bad Lobenstein 50° 26′ 59″ N, 11° 38′ 24″ O                        | Thüringen              | Kulturhaus | 1952–1954 | O. Meinel, R. Metzner | Gemeinde                                                                                            | Saal mit ca. 600 Pl.; Parkett, Klubräume, Gaststätte | Saalumbauten (Holzverkleidung) in den 1960er Jahren; rückseitig an den Ortspark angebunden; Nutzung durch die Gemeinde | In Betrieb |
| Bad Schlema 50° 35′ 51″ N, 12° 40′ 29″ O                           | Sachsen                | Kulturhaus „Aktivist“                                                                                                | um 1950 | | zuerst Wismut AG, seit den 1990er Jahren Stadtverwaltung Bad Schlema                                | | Nutzung durch die Verwaltung der Großen Kreisstadt Aue-Bad Schlema | In Betrieb mit Museum |
| Bandelin 53° 57′ 51″ N, 13° 22′ 52″ O                              | Mecklenburg-Vorpommern | Kulturhaus „Johannes R. Becher“                                                                                      | 1953 | Ernst-Max Jahn | Maschinen-Ausleih-Station Bandelin, Gemeinde und Förderverein                                       | großer Saal mit ca. 350 Pl., Parkett, Klubräume, Bibliothek, Gaststätte | Typisches MAS-Kulturhaus in einem Zentraldorf; im Rahmen der Förderprogramme für die Landwirtschaft entstanden; wird von dem Förderverein am Leben erhalten; besonders Freizeitangebot für Jugendliche; Gaststätte in Betrieb | Denkmal, ruinös, 2024 versteigert |
| Berlin-Bohnsdorf                                                   | Berlin                 | Kultur- und Volkshaus                                                                                                | 1948 | Kuhn | Bezirksamt                                                                                          | Saal mit ca. 400 Pl., Gastronomie | durch überregionale Spenden 1948 in der Gartenstadt Falkenberg durch den Verkauf von Papiercoupons, sog. Bausteine, und mit einer Kulturfondsanleihe aus den Holzelementen ehemaliger Zwangsarbeiterbaracken errichtet | 1995 abgerissen. Nachfolge: Kulturküche an der Dahmestraße |
| Berlin-Friedrichshain 52° 31′ 2″ N, 13° 26′ 1″ O                   | Berlin                 | Kulturhaus der Bauarbeiter (ab 1962 Kreiskulturhaus Friedrichshain)                                                  | eröffnet am 26. Juni 1952 | | | | | 1967 im Zuge des 3. Bauabschnitts der Karl-Marx-Allee abgerissen. |
| Berlin-Karlshorst 52° 28′ 55″ N, 13° 31′ 30″ O                     | Berlin                 | | 1897, 2012 | | | | | 1897 als Königs Festsäle errichtet, 1945–1966 von der Sowjetarmee genutzt, 1966–1990 Kreiskulturhaus Lichtenberg, dann Kulturhaus Karlshorst, 2011 Abriss, 2012 Wiederaufbau in neuer Form, in Betrieb |
| Berlin-Lichtenberg 52° 31′ 37″ N, 13° 29′ 23″ O                    | Berlin                 | Kulturhaus EKL | 1949–1950 | | VEB Elektrokohle Lichtenberg, seit 2003 Dong-Xuan GmbH                                              | großer Saal mit ca. 800 Pl., Parkett, Klubräume, Gastronomie | frühes Kulturhaus eines SAG-Betriebs; nach der Wende zeitweilige Nutzungen als Markt und kleine Diskothek im ehemaligen Foyerbereich | Seitdem sich das Dong-Xuan-Center wirtschaftlich als Erfolgsmodell entwickelt, erwarb dessen Eigentümer auch das Kulturhaus mit den seitlich anschließenden ehemaligen Bauteilen einer Berufsschule vom Bezirksamt. Seit Mitte der 2010er Jahre wurde Mittelteil neu (und höher) aufgebaut und gemeinsam mit den Nachbargebäudeteilen zu einem neuen Multi-Kulturhaus im Rohbau fertig gestellt (Sommer 2022). Die Fassade lehnt sich an die vorherige Form an. |
| Berlin-Marzahn 52° 32′ 49″ N, 13° 33′ 23″ O                        | Berlin                 | Kultur- und Freizeitforum                                                                                            | 1988–1991 | Kollektiv Wolf-Rüdiger Eisentraut                                                                                               | Stadtbezirk                                                                                         | großer Saal mit ca. 450 Pl., kleiner Saal, AG-Räume, Bibliothek, große Foyerbereiche, Sauna und Schwimmhalle | ständig genutzt; vielfältige Freizeitangebote; größter Veranstaltungsort in Marzahn | In Betrieb |
| Berlin-Mitte 52° 31′ 3″ N, 13° 24′ 46″ O                           | Berlin                 | urspr. Palais Podewils, Zentraler Klub der Jugend und Sportler, Haus der Jungen Talente, Podewil                     | 1701–1704, 1951 wiederaufgebaut, 1966 abgebrannt, 1966–1970 erweiterter Wiederauf- und Umbau                                 | Jean de Bodt u. a. | Land Berlin                                                                                         | großer Saal mit ca. 400 Pl., Parkett, kleiner Saal, Sportsaal, div. Klub- und Zirkelräume, Café und Gaststätte, Ausstellungsfoyer; seit 1976 als eigenständige Einrichtung HDJT                                                         | Organisations- und Veranstaltungsort für das Festival des politischen Liedes, Heimstätte des DDR-Jazz; internationale Jazzkonzerte (seit Ende der 1970er Jahre); Filmclub, ISKRA-Club, Musikclub, Theaterclub, Zirkel für Fotografie, Grafik, Plastik, Tanz, Malen, Zeichnen, Kunsthandwerk, Mode, Textilgestaltung, Artistik- und Äquilibristikgruppe, Gitarrenzirkel, Kabarett, Kinder- und Jugendensemble für Musik und Bewegung, Pionierchor, kleines Theater, Pantomimenstudio. Juni 1991 geschlossen, am 1. Juli 1992 wiedereröffnet unter dem Namen „Podewil“; weiterhin Jazzspielort; Präsentation experimenteller Kunstformen in Musik, Tanz, Theater, Bildender Kunst und Medienkunst | In Betrieb, Denkmal, |
| Berlin-Mitte 52° 31′ 3″ N, 13° 24′ 8″ O                            | Berlin                 | Palast der Republik 1976 um 1980 1986                                                                                | 1973–1979 | Kollektive Heinz Graffunder, W.-R. Eisentraut, C. Schulz, M. Prasser, H. Aust; technische Einrichtungen: Klaus Wever            | Bund                                                                                                | Stahlskelettkonstr. mit teilw. 80 Metern Binderspannweite; kleiner Volkskammersaal; großer Saal für max. 5.000 Pl.; div. gastronom. Einrichtungen; große Bowlinganlage                                                                  | als Ersatz für die bis dahin genutzte Sport- und Kongresshalle in der Karl-Marx-Allee errichtet; Konkurrenzunternehmen zum West-Berliner ICC; nimmt Anregungen vom Centre Pompidou und von internationalen Vergleichsvorhaben auf; multifunktionales Programm wie bei den großen Volkshäusern der Jahrhundertwende: politische Versammlungen, Parlament, Lese- und Klubräume, Gastronomie, Festsaal, Foyer als gläserne „Agora“ mit Galerie, Bowlingcenter, Jugendclub, Theatereinbau; Außentribüne kaum noch genutzt; 1989 Schauplatz von Kundgebungen; Tagungsort des ersten frei gewählten DDR-Parlaments; am 1. September 1990 mit Maßgabe schnellstmöglicher Asbestsanierung geschlossen. 1996 Fachinitiative von Politologen, Historikern und Architekten aus Deutschland, Italien, der Schweiz und den Niederlanden gegen den Abriss | 2006–2008 abgerissen |
| Berlin-Niederschöneweide 52° 27′ 24″ N, 13° 30′ 53″ O              | Berlin                 | Kulturhaus des VBMK, 1957 nach Ernst Schneller benannt                                                               | 1949–1950 | | VEB Berliner Metallhütten und Halbzeugwerke                                                         | | Mosaikwandbilder von Ortraud Lerch im Speiseraum und im Treppenaufgang zum Festsaal. | 2018 abgerissen |
| Berlin-Oberschöneweide 52° 27′ 29″ N, 13° 31′ 40″ O                | Berlin                 | | | | VEB Werk für Fernmeldewesen                                                                         | | | Denkmal, Umbau zu 170 Studentenappartements geplant |
| Berlin-Spindlersfeld 52° 27′ 18″ N, 13° 33′ 33″ O                  | Berlin                 | Kulturhaus „Erich Weinert“                                                                                           | | | | | 1990–2001 Kindertheater Eurotower | ruinös, Abriss wahrscheinlich |
| Berlin-Treptow 52° 29′ 42″ N, 13° 27′ 20″ O                        | Berlin                 | Kreiskulturhaus „Haus der Deutsch-Sowjetischen Freundschaft“, „Parkhaus“, Kulturhaus Treptow                         | 1894 (als Privatvilla) | | nach 1945 russische Kommandantur, nach 1960 der Bezirk, heute Bezirksamt                            | Jazz-Keller mit 120 Pl., Theater mit 50 Pl., Parkgarten mit Freilichtbühne mit 500 Pl., Galerie, Klubräume | seit 27 Jahren Jazz-Keller; ältester Jazz-Club Ost-Berlins; „Galerie Bildende Kunst“ (von Longest F. Stein) war zu DDR-Zeit ein bedeutender Experimentierund Präsentationsort junger Künstler; Filmclub „Gaff“; Theater mit Hausproduktionen; Siebdruckwerkstatt, Ateliers, Werkstatt Bildende und Darstellende Kunst; regionales Weltmusikfestival; Theater seit 1990 | |
| Berlin-Weißensee 52° 33′ 3″ N, 13° 27′ 43″ O                       | Berlin                 | Kulturhaus „Peter Edel“                                                                                              | um 1910, Um- und Ausbau um 1963, Sanierung 2016–2020}                                                                        | | Bezirksamt                                                                                          | großer Saal mit ca. 400 Pl., Parkett, kleiner Saal mit ca. 100 Pl., Ausstellungsräume, div. Zirkelräume | Off-Theater; AGs für Aktzeichnen; Keramikzirkel; Kinderhörspielstudio; Tonstudio; Tanz-, Musik- und Familienveranstaltungen für Kinder, Jugendliche, Erwachsene und Senioren; überregional bekannter Jazzclub | seit 2009 geschlossen, Wiedereröffnung nach Sanierung 2020, Denkmalschutz |
| Bischofswerda 51° 7′ 51″ N, 14° 11′ 12″ O                          | Sachsen                | Kulturhaus Bischofswerda                                                                                             | | | Am 1. Juli 2006 von einer privaten Betreibergesellschaft erworben.                                  | | | Leerstand. Erwerb und Sanierung durch die Stadt in Planung |
| Bitterfeld 51° 37′ 32″ N, 12° 18′ 7″ O                             | Sachsen-Anhalt         | Kulturpalast „Wilhelm Pieck“                                                                                         | 1952–1954 | Theodor Simon, Alfred Dienst | SAG Elektrochemisches Kombinat Bitterfeld, Stadt, Förderverein Kulturpalast                         | Theatersaal mit 1.000 Pl., Rang, kleiner Saal mit 300 Pl., Parkett, Gaststätte, Klubräume, gr., ca. 70 m tiefe Saalbühne | vor 1990 ca. 50 Zirkel aller Genres; Veranstaltungsort der Bitterfelder Konferenzen; weitgehend im Originalzustand erhalten; hat große Unterhaltsprobleme; 1994 Eröffnung der Gaststätte Parzival, Erhaltungsversuche durch den von der Stadt Bitterfeld und dem Bauhaus Dessau gegründeten Förderverein; im Rahmen der Expo 2000 Bestandteil des Programms „Industrielles Gartenreich“ | 2015 geschlossen, abrissgefährdet |
| Bleicherode 51° 26′ 32″ N, 10° 34′ 39″ O                           | Thüringen              | Kulturhaus Glückauf, Bürgerhof                                                                                       | | | | Förster Flügel, Umkleideräume, Bühne 8 × 10 m., bis 500 Pl. | | In Betrieb; Nutzung als Restaurant |
| Böhlen 51° 12′ 28″ N, 12° 23′ 18″ O                                | Sachsen                | Kulturpalast „Otto Grotewohl“                                                                                        | 1949–1952 | Fugmann | SAG Kombinat Böhlen, Stadt                                                                          | Theatersaal mit 985 Pl., kl. Saal mit ca. 150 Pl., Klubräume, Gaststätte | auf Veranlassung der SAG Topliwo für die Belegschaften dreier Böhlener Betriebe errichtet; modern anmutende Saalarchitektur mit holzverkleideten Wänden und Rang; gestaffelte Wand- und Deckenführung; indirekte Ausleuchtung | nach Brand 2002–2008 saniert |
| Boizenburg 53° 22′ 31″ N, 10° 44′ 38″ O                            | Mecklenburg-Vorpommern | Kulturhaus „Kurt Bürger“                                                                                             | 1951–1953 | Franz Schiemer, Adolf Scheuer                                                                                                   | Stadt                                                                                               | großer Saal mit ca. 400 Pl., Parkett, Rang, Klubräume und Gaststätte | Saal wird vom Pächter zur Diskothek umgebaut (Stand 1994) | 2006 abgebrannt |
| Borstendorf 50° 46′ 18″ N, 13° 10′ 46″ O                           | Thüringen              | Kulturhaus „Neues Leben“                                                                                             | 1961 | | VEB Papierfabriken Grünhainichen                                                                    | großer Saal mit ca. 600 Pl., kleiner Saal mit ca. 100 Pl., Vortragsraum, Klubräume und Gaststätte, Kegelbahn | Schließung am 03.06.1992, danach bis 2002 privat betrieben | Denkmal, Leerstand, Revitalisierung als Begegnungscafé angestrebt |
| Brandenburg an der Havel 52° 25′ 27″ N, 12° 28′ 9″ O               | Brandenburg            | Regiments-Kulturhaus „Anton Saefkow“                                                                                 | 1955 | | | | | Denkmal, Leerstand |
| Brand-Erbisdorf 50° 51′ 56″ N, 13° 19′ 25″ O                       | Sachsen                | Kino und Kulturhaus Lichtspieltheater Brand-Erbisdorf, später Theater der Freundschaft                               | 1953/1954 | Entwurfsbüro für Volksbildung                                                                                                   | | 493 Plätze | Weitgehend original erhaltener früher Kinobau der DDR, im Giebel Sandsteinrelief von Hanns Diettrich | Denkmal, Leerstand, Kinosaal 2019 eingestürzt, Versteigerung am 6. Juni 2023 |
| Brieske 51° 30′ 22″ N, 13° 58′ 22″ O                               | Brandenburg            | Kulturhaus F. Mehring, Kaiserkrone                                                                                   | 1913 | Georg Heinsius von Mayenburg | Privat                                                                                              | Foyer, Cafeteria, Saal mit 180-320Pl. | erbaut als Gasthof der Gartenstadt Marga, 1985 Denkmalschutz, Hüllensanierung bis 2000, Wiedereröffnung 2012 | In Betrieb |
| Brüsewitz 53° 40′ 35″ N, 11° 14′ 48″ O                             | Mecklenburg-Vorpommern | Kulturhaus „Der freie Bauer“                                                                                         | 1951–1952 | Franz Schiemer, Heinrich Handorf                                                                                                | MAS Brüsewitz, privat                                                                               | großer Saal mit ca. 250 Pl., Parkett, Klubräume, Bibliothek, Gaststätte | Eigenprojekt einer MAS in Form moderat moderner norddeutscher Backsteinarchitektur mit holländischen Anklängen (Amsterdamer Schule); Gaststätte und Saal werden privat genutzt | Denkmal |
| Buchenau 51° 4′ 23″ N, 10° 16′ 29″ O                               | Thüringen              | | | | Solvay-Werk                                                                                         | | | Denkmal, 2015 von Abriss bedroht |
| Chemnitz-Hilbersdorf 50° 51′ 45″ N, 12° 57′ 16″ O                  | Sachsen                | Kulturhaus der Eisenbahner                                                                                           | 1954 | | Deutsche Reichsbahn, Gewerkschaft                                                                   | Speiseraum 100 Pl., Gaststätte 60 Pl., Großer Saal, Bühne, Kino, Gastronomie | Sozialbau und Betriebskantine, ab 1960 Kulturhaus, öffentliche Gaststätte; 1980 umfassende Rekonstruktion und Sanierung | Leerstand, ruinös |
| Chemnitz-Siegmar 50° 49′ 12″ N, 12° 49′ 44″ O                      | Sachsen                | Kulturpalast der Bergarbeiter                                                                                        | 1949–1950 | Kurt Ritter, Adam Bugner, Joachim Rackwitz (auf der Grundlage eines sowjetischen Typenprojekts)                                 | SAG Wismut, heute Studio des MDR                                                                    | großer Saal und div. Nebenräume | das Gebäude ist von einer weitläufigen Parklandschaft umgeben | ruinös, 2018 an die Leipziger GRK-Gruppe verkauft, Umbau zu 64 Wohnungen von 2021-2024 |
| Coschütz (Elsterberg) 50° 36′ 27″ N, 12° 11′ 20″ O                 | Sachsen                | | 1953–1955 | | | | | In Betrieb |
| Dessau 51° 50′ 3″ N, 12° 13′ 23″ O                                 | Sachsen-Anhalt         | Kulturhaus „Maxim Gorki“                                                                                             | | | | | | Nutzung als Seniorenresidenz |
| Dessau 51° 49′ 42″ N, 12° 13′ 54″ O                                | Sachsen-Anhalt         | Kulturhaus des VEB Gärungschemie                                                                                     | 1936 | Kurt Elster | | | | Denkmal, ab 1995 Großraum-Disco Tiffany danach BIG, 2001 abgebrannt, ruinös |
| Dittrichshütte 50° 37′ 37″ N, 11° 15′ 33″ O                        | Thüringen              | | | | | | | |
| Domersleben 52° 5′ 39″ N, 11° 26′ 15″ O                            | Sachsen-Anhalt         | Kulturhaus „Dr. J. R. Becher“                                                                                        | | | | | | In Betrieb |
| Dresden 51° 3′ 4″ N, 13° 44′ 19″ O                                 | Sachsen                | Kulturpalast | 1966–1969 | Leopold Wiel, Wolfgang Hänsch                                                                                                   | Stadt                                                                                               | multifunktionaler Festsaal mit bis zu 2435 Pl., Studiotheater mit 192 Pl., Seminar-, Proben- und Einspielräume, Foyerebenen, Bürotrakte, Restaurant mit Tagungsmöglichkeit                                                              | Wandbild aus Farbglas von Gerhard Bondzin, Haupteingangstüren in Bronzeguss von Gerd Jaeger | Denkmal seit 2008, 2013–2017 Umbau zu einem reinen Konzertsaal (ca. 1800 Pl.) als Spielstätte der Dresdner Philharmonie |
| Dresden-Hellerau 51° 6′ 49″ N, 13° 45′ 11″ O                       | Sachsen                | Festspielhaus Hellerau der Bildungsanstalt Jaques-Dalcroze                                                           | 1910–1912 | Heinrich Tessenow | genutzt vom Förderverein für die Europäische Werkstatt für Kunst und Kultur Hellerau e. V.          | großer Saal, Oberlichtsaal | Zunächst Mittelpunkt einer Bildungsanstalt mit Wohn- und Sozialgebäuden der Gartenstadt Hellerau. Im Ersten Weltkrieg als Protest gegen den Krieg vom Gründer aufgegeben; zwischen 1920 und 1945 unterschiedliche Nutzungen wie Polizeischule, Kaserne; nach 1945 Haus der Offiziere der Roten Armee, abgewirtschaftet bis zum Abzug der Truppen 1991. Der Förderverein Hellerau gibt dem Haus und den umliegenden Gebäuden mit Kunstprojekten und Veranstaltungen eine neue Perspektive. | Seit April 2009 wird das Festspielhaus unter der künstlerischen Leitung von Dieter Jaenicke wieder ganzjährig bespielt. Saniert, Baudenkmal |
| Dresden-Niedersedlitz 51° 0′ 14″ N, 13° 49′ 37″ O                  | Sachsen                | Kulturhaus für die Angestellten des Sachsenwerks                                                                     | 1951–1952 | Fritz August Franz | | | bis 1989 mit Theater- und Tanzveranstaltungen, 1990 Schließung nach Privatisierung und Umbau in Diskothek „Sachs“, 1995 Beschädigung durch einen Brand, seither ruinös | inzwischen bis auf das denkmalgeschützte Foyergebäude abgerissen, 2006 Wiedereröffnung des „Portikus“ als „Haus der VEM“ |
| Drogen 50° 53′ 52″ N, 12° 21′ 19″ O                                | Thüringen              | | | | | | | |
| Eberswalde 52° 49′ 48″ N, 13° 48′ 43″ O                            | Brandenburg            | Kulturhaus Schwärzetal, eröffnet als Arnold’s Gartenetablissement                                                    | 1864 | | | Großer Saal (320 m²): Konzerte, Theater bis 418 Pl., Bankettveranstaltungen bis 320 Pl., Restaurant und 3 Tagungsräume | 1995 nach 8-jähriger Schließung und Sanierung wieder eröffnet, In Betrieb | [ 49 ] |
| Eilenburg 51° 27′ 28″ N, 12° 38′ 30″ O                             | Sachsen                | NVA-Klubhaus | 1966 | | Nationale Volksarmee                                                                                | Großer Saal: 446 Pl. im Parkett, 30 Pl. auf den Logen Kleiner Saal: 100 Pl. 3 Konferenzräume Bar | 1990 in städtische Trägerschaft übergegangen, seither Bürgerhaus | 2005–2006 saniert |
| Eisenhüttenstadt 52° 8′ 57″ N, 14° 37′ 51″ O                       | Brandenburg            | Kulturhaus „Friedrich Wolf“                                                                                          | 1955 | Peter Schweizer, Hermann Enders und Hans Klein                                                                                  | | 477 Pl. im Parkett, 234 Pl. im Rang | | 2006–2010 saniert, In Betrieb |
| Eisenhüttenstadt                                                   | Brandenburg            | Kulturhaus „Ernst Thälmann“                                                                                          | 1954 | | VEB Hüttenzementwerk Ost                                                                            | | | |
| Erfurt                                                             | Thüringen              | Haus der Kultur (sog. „Schiffshebewerk“)                                                                             | | | | | | unvollendeter DDR-Bau, abgerissen, weil als Theater nicht brauchbar. Theaterersatzneubau im Stadtteil Brühl zur Spielzeit 2003/04 neu eingeweiht. |
| Erfurt, OT Moskauer Platz 51° 0′ 0″ N, 11° 0′ 0″ O                 | Thüringen              | Kultur- und Freizeitzentrum Stadt Moskau                                                                             | am 7. Oktober 1984 als kultureller Mittelpunkt des Neubaugebietes Moskauer Platz eröffnet                                    | | | Gesamtnutzfläche 21.000 m², Mehrzwecksaal, Stadtteilbibliothek, Restaurant mit 321 Pl., Monumentalmosaik Die Beziehung des Menschen zu Natur und Technik von Josep Renau                                                                | Mitte der 1990er Jahre geschlossen | 2013 abgerissen 2019 wurde das restaurierte Wandmosaik durch die Wüstenrot Stiftung neu eingeweiht. |
| Ermsleben                                                          | Sachsen-Anhalt         | Haus der Kultur | | | | | | Wird jetzt als Kindertagesstätte „Gänseblümchen“ genutzt |
| Espenhain 51° 11′ 38″ N, 12° 27′ 44″ O                             | Sachsen                | Kulturhaus „Clara Zetkin“                                                                                            | 1951–1952 | Fritz Gerhardt, Heinz Hemm, C. Müller                                                                                           | VEB Braunkohlenveredlung Kombinat Espenhain, privat                                                 | großer Saal mit ca. 350 Pl., Parkett, Gastronomie | privater Nutzer (Möbelmarkt) 1994; 1995 abgebrannt | 1997 abgerissen |
| Finsterwalde 51° 38′ 11″ N, 13° 42′ 25″ O                          | Brandenburg            | Hotel Viktoria, «Haus der Freundschaft»                                                                              | 1876, 1899 1924, 1936 | | Privat (2009)                                                                                       | Saal mit bis zu 700 Pl. | Umbau nach Brand 1924, 1936 Saal mit 2500 Pl., seit 1952 HdF, Jazzkonzerte mit Manfred Krug, Uschi Brüning und Miriam Makeba | langjährige Umbauplanungen, ruinös (2011), September 2017 abgebrannt, Abriss großer Teile im Jahr 2018 |
| Forst (Lausitz) 51° 44′ 49″ N, 14° 39′ 21″ O                       | Brandenburg            | Schützenhaus, 1954 zum „Kulturhaus der Textilarbeiter“ umgewidmet                                                    | um 1850, 1971–1978 Sanierung                                                                                                 | | | Saal etwa 350 Pl., 110 Pl. in der Gaststätte und im Webersaal | | 2006 abgerissen |
| Forst (Lausitz) 51° 44′ 33″ N, 14° 38′ 48″ O                       | Brandenburg            | Haus der Tuchmacher, Kulturhaus der Deutsch-Sowjetischen Freundschaft, Bürgerzentrum Kunst & Kultur                  | 1864, 1918–1930 | Alfred Weichel | | | | Musikschule, Restaurant |
| Frankfurt (Oder) 52° 21′ 18″ N, 14° 30′ 10″ O                      | Brandenburg            | Kulturhaus „Völkerfreundschaft“                                                                                      | 1952–1954 | Kurt Brenneisen | Deutsche Reichsbahn                                                                                 | Speisesaal für 300 Pl. Küchenkapazität für 600 Personen, Gaststätte, Modelleisenbahnanlage | | Denkmal seit 1987, ruinös |
| Friedrichshain (Felixsee) 51° 36′ 14″ N, 14° 34′ 20″ O             | Brandenburg            | Kulturzentrum der Glasarbeitergemeinde, Kulturinsel                                                                  | 1953 | | | Nutzfläche: 1.078 m² | Teilsanierung 1999 von großem und kleinem Saal sowie Küchen und Toilettenanlage, ehemalige Gasträume sanierungsbedürftig | seit 2012 zu verkaufen |
| Frose 51° 47′ 39″ N, 11° 22′ 32″ O                                 | Sachsen-Anhalt         | Kulturhaus Frose | | | eingerichtet im Saal des ehemaligen Hotels „Fürst Leopold“, Stadt                                   | großer Saal mit 400–500 Plätzen, Gesellschaftsräume | Leerstand | Abriss im Februar 2018 |
| Gangloffsömmern 51° 11′ 23″ N, 10° 56′ 18″ O                       | Thüringen              | | | | MAS Gangloffsömmern                                                                                 | | | 2010 Umbau zum Dorfgemeinschaftshaus, Nutzung u. a. als Kindergarten |
| Geisa 50° 42′ 58″ N, 9° 57′ 14″ O                                  | Thüringen              | Kulturhaus Geisa | 1953–1954 | | | großer Saal 460–550 Pl. mit Bühne, Räume für Vereinsarbeit und kleinere Veranstaltungen | | In Betrieb |
| Gera 50° 52′ 39″ N, 12° 4′ 52″ O                                   | Thüringen              | „Haus der Kultur“, Kultur- und Kongresszentrum Gera                                                                  | 1977–1981 | L. Bortenreuter, K. Günther, G. Gerhardt                                                                                        | Stadt                                                                                               | großer Mehrzwecksaal mit 1683 Pl., Klub mit 160 Pl., 6 gastronom. Einrichtungen mit 380 Pl., Bowling | plastisch-bildhauerische Reliefwand im Foyerbereich (Thema: „Deutsches Liedgut vom Minnesang bis zum Arbeiterlied“); Arbeiten von 27 Künstlern u. a. Karl-Heinz Appell, Volker Beier, Marguerite Blume-Cárdenas, Wolfgang Friedrich, Claus-Lutz Gaedicke, Michael Göttsche, Ingeborg Hunzinger, Jo Jastram | In Betrieb. Schrittweise Modernisierung seit 2006, u. a. neues Beleuchtungssystem Lichtregen von Produktdesign-Studenten der Bauhaus-Universität Weimar entwickelt |
| Gera 50° 52′ 37″ N, 12° 5′ 2″ O                                    | Thüringen              | „Haus der Freundschaft“                                                                                              | 1952 | | | | | Saniert, kein Kulturbetrieb |
| Gornsdorf 50° 41′ 48″ N, 12° 53′ 9″ O                              | Sachsen                | Kulturhaus „Freundschaft“                                                                                            | 1928 von der Arbeiterschaft Gornsdorf als Volkshaus erbaut                                                                   | | VEB Elektrogerätewerk                                                                               | Saal mit 300 Pl. | | In Betrieb, Denkmalschutz |
| Gotha 50° 57′ 20″ N, 10° 41′ 38″ O                                 | Thüringen              | Kreiskulturhaus »Johannes R. Becher« (Kulturhaus „Haus der Einheit“) Stadthalle                                      | 1823–1824 | | Stadt                                                                                               | großer Saal mit Empore mit ca. 600 Pl.; Gaststätte, Orgel. | klassizierender Emporensaal, bedeutender Tagungsort der Sozialdemokratie (Gothaer Parteitag) war das Tivoli. | In Betrieb |
| Graal-Müritz 54° 14′ 49″ N, 12° 13′ 54″ O                          | Mecklenburg-Vorpommern | | | | Sanatorium „Richard Assmann“                                                                        | | | |
| Greifswald 54° 5′ 46″ N, 13° 22′ 13″ O                             | Mecklenburg-Vorpommern | Kulturhaus der Eisenbahner                                                                                           | | | | | | beherbergt heute das Amtsgericht Greifswald |
| Großbreitenbach 50° 34′ 50″ N, 11° 0′ 17″ O                        | Thüringen              | Schützenhof, Kulturhaus der Glaswerker                                                                               | 1861 | | Stadt                                                                                               | | als Ersatz für das abgebrannte Vorgängergebäude im Stil des Historismus errichtet. Renovierungen um 1973, um 1990. Letzte Nutzung 1999 durch den Faschingsverein, Denkmalschutz | 2016 abgerissen |
| Groß Grabow 53° 42′ 0″ N, 12° 16′ 8″ O                             | Mecklenburg-Vorpommern | Haus am Teich | 1956 | | privat                                                                                              | | nach der Wende kurz Gasthof und Pension, danach längerer Leerstand | 2011–2014 saniert, wird als Gästehaus genutzt. |
| Großenhain 51° 17′ 38″ N, 13° 31′ 36″ O                            | Sachsen                | Kulturhaus „Maxim Gorki“                                                                                             | 1952–1957 | | Stadt, Pächter                                                                                      | großer Saal mit ca. 500 Pl., Parkett, Rang, großzügiger Foyerbereich, Gastronomie | im oberen Bereich weitgehend Originalausstattung; originelle Lampen der 1950er Jahre | Bis 1850 Vorwerk, dann Gasthof Goldene Krone, 1952 umgebaut für Theater, Tanz, Konzerte und Feste. Später Nutzung als Kreiskulturhaus. Ab 1968 Maxim Gorki, Leitkulturhaus. 1989–2001 Kulturhaus Krone, heute christliches Gemeindehaus. |
| Großhennersdorf 50° 59′ 39″ N, 14° 47′ 26″ O                       | Sachsen                | | | | | | | sporadisch bewirtschaftet, Diskothek-Café Crazy Kulti |
| Güstrow 53° 47′ 1″ N, 12° 10′ 38″ O                                | Mecklenburg-Vorpommern | Kulturgebäude der PH „Lieselotte Hermann“, heute Fachhochschule für öffentliche Verwaltung, Polizei und Rechtspflege | 1957 | Hans Hermann Schreiber | Volksbildungsministerium der DDR, Landesliegenschaft des Landes Mecklenburg-Vorpommern              | Saal mit ca. 400 Pl., Parkett, Rang | Relief an der Südseite von Jo Jastram | |
| Halberstadt 51° 53′ 23″ N, 11° 2′ 54″ O                            | Sachsen-Anhalt         | Kreiskulturhaus »Klubhaus der Werktätigen«                                                                           | 1978 | | | | | 1995 Verkauf an einen privaten Investor, nach Eigentümerwechsel 2023 abgerissen |
| Halle (Saale) 51° 28′ 29″ N, 11° 58′ 31″ O                         | Sachsen-Anhalt         | Schorre, Jugendklubhaus „Philipp Müller“, ursprünglich „Hofjäger“                                                    | 1864 | | Stadt Halle                                                                                         | Großer Saal, Klubräume | Diskothek | Seit 2022 geschlossen, Abriss 2024 vollzogen |
| Harbke 52° 11′ 22″ N, 11° 2′ 40″ O                                 | Sachsen-Anhalt         | Kulturhaus des Kraftwerks                                                                                            | 1953–1954 | Gustav Hartwig | Kraftwerk Harbke, Gemeinde, privat                                                                  | großer Saal mit ca. 500 Pl. Parkett, kleiner Saal, großzügiger Foyerbereich, Klubräume, Gästezimmer, Gaststätte, Kegelbahn | Teil des Eingangsbereichs (Vestibül) von einer Bank genutzt; Gaststätte in Betrieb; weitgehend originale Innenausstattung | nach 1996 an einen Helmstedter Hotelier verkauft; bis 2012 Harbker „Schlosshotel“, seitdem wieder Eigentum der Wohnungsgenossenschaft. In Betrieb. Denkmal |
| Heiligenstadt 51° 22′ 24″ N, 10° 8′ 12″ O                          | Thüringen              | Kreiskulturhaus Dr. Theodor Neubauer, Eichsfelder Kulturhaus                                                         | 1960–1964 | VEB Hochhausprojektierung Erfurt (Franz Ollertz, nach dessen Flucht aus der DDR Gerd Widder und Heinz Fienold)                  | Eichsfelder Kulturbetriebe (Eigenbetrieb des Landkreises)                                           | Parkett 516 Pl., Rang 70 Pl. | Ausgezeichnetes Kulturhaus der DDR, als markantes Beispiel moderner Architektur der 1960er Jahre seit 1980 unter Denkmalschutz. 1993 wurden Theatersaal, Technik und Sanitärbereiche umfangreich saniert, 1996 wurde die Glasfassade erneuert und das Foyer überarbeitet. | In Betrieb |
| Hennigsdorf 52° 37′ 43″ N, 13° 12′ 15″ O                           | Brandenburg            | Klubhaus „Hans Beimler“, Stadtklubhaus                                                                               | 1952 | Alfred Malpricht | Lokomotivbau Elektrotechnische Werke „Hans Beimler“ Hennigsdorf (LEW), Stadt                        | großer Saal mit ea. 2 Ballettsaal, Musikzimmer, Bibliothek, Klubräume 183 | Eines von ursprünglich zwei Betriebskulturhäusern in der Stadt weitgehend in Originalausstattung erhalten; vielfältige Nutzung durch die Stadt | In Betrieb |
| Heringsdorf 53° 57′ 25″ N, 14° 10′ 5″ O                            | Mecklenburg-Vorpommern | Kulturhaus | 1948–1949 | Rudolf Adolf Schwanz | Sowjetarmee (bis 1950), Gemeinde                                                                    | Theatersaal mit 750 Pl., Empore, Musiksalon, Klubräume, Gaststätte | Der Bau entstand im Auftrag der Sowjetarmee auf dem Baugrund des einstigen Heringsdorfer Strandcasinos (1946 abgebrannt) und diente ihr bis 1950 als Teil eines Sanatoriums für kriegsverwundete Offiziere; das Giebelrelief wurde von einer Greifswalder Künstlerin gefertigt; die z. T. aufwendigen und dekorativen Lampen wurden von einer Bansiner Firma hergestellt; das Haus lag mehrere Jahre brach und wird seit 1995 saniert; im Rahmen einer Spielbank geplant als Veranstaltungsort | 1999–2014 Nutzung als Spielbank |
| Hirschberg 50° 24′ 13″ N, 11° 49′ 4″ O                             | Thüringen              | Kulturhaus der Lederfabrik Hirschberg                                                                                | 1948–1949 | Hans Grotewohl und andere Studenten unter Anleitung Hermann Henselmanns; ausführende Architekten: Karl Kickebusch, Walter Stamm | VEB Lederfabrik, Stadt                                                                              | großer Saal mit 708 Pl., Rang, Oberlichtfoyer, Klubräume, Gastronomie | war am Verfallen; ohne Saalbestuhlung; wird von der Stadt saniert (neue Heizungsanlage); Nutzungskonzept sieht private Disco vor; Umbau des Saals in zergliederte Sitzgruppen (Stand 1994) | In Betrieb |
| Hoyerswerda                                                        | Sachsen                | Kultur- und Sporthalle „Alfred Scholz“                                                                               | um 1960 | | Stadt, privat                                                                                       | großer Saal mit 1.500 Pl. Parkett, Klubräume, Gastronomie | Typenbau in Mastenbauweise; lange Zeit der einzige größere Veranstaltungsort der Planstadt Hoyerswerda; Wirkungsort Brigitte Reimanns; liegt als Ruine brach | Nutzung als Fitnessstudio |
| Hoyerswerda 51° 26′ 15″ N, 14° 15′ 46″ O                           | Sachsen                | Haus der Berg- und Energiearbeiter, Lausitzhalle Hoyerswerda                                                         | 1977–1985 | Kollektiv Jens Ebert, (Architekturpreis der DDR 1985)                                                                           | Gaskombinat Schwarze Pumpe, Stadt                                                                   | großer Saal mit 820 Pl., Atrium, Foyer, Gastronomie | | In Betrieb |
| Ilmenau 50° 40′ 55″ N, 10° 54′ 11″ O                               | Thüringen              | Festhalle Ilmenau | 1937–1938 | Ernst Flemming | Stadt                                                                                               | Saal mit ca. 950 Pl., Rang mit 326 Pl., Klubräume, Gaststätte | Nationalsozialistischer Repräsentationsbau. 1949, 1973 und 1985 umfangreich saniert. Verbindungsgebäude zwischen Festhalle und Parkgaststätten 1994 durch Brand zerstört, Sanierungsarbeiten 1995 abgeschlossen. | Bis heute weitergenutzt; wichtiger Veranstaltungsort der Stadt |
| Jena 50° 55′ 38″ N, 11° 34′ 47″ O                                  | Thüringen              | Volkshaus Jena | 1903 | A. Roßbach | Carl-Zeiss-Stiftung                                                                                 | großer Saal mit ca. 800 Pl., Parkett, Galerie-Rang, kleiner Saal mit ca. 100 Pl., Gastronomie mit 350 Pl., Schaffersaal mit 100 Pl., großer Foyerbereich                                                                                | seit 1934 Sitz der Jenaer Philharmonie; polit. und gesellschaftl. Veranstaltungsort (u. a. 1905 SPD-Parteitag); Volksbildungsort; im Oberlichtsaal des Volkshauses berühmte Ausstellungen des Kunstvereins Jena (u. a. Edvard Munch, Ernst Ludwig Kirchner, Ferdinand Hodler, Theo van Doesburg); Ernst-Abbe-Bibliothek; seit 1991 an die Stadt verpachtet; seit 1993 Sitz der Jenaer Philharmonie; Nutzung: Kongresse, Konzerte u. a. | In Betrieb |
| Jessen (Elster)                                                    | Sachsen-Anhalt         | Kreiskulturhaus Drushba                                                                                              | 1965–1969 | Projektant: Architekt Egon Jantke                                                                                               | | | Juni 1990 geschlossen. | [ 86 ] |
| Johanngeorgenstadt 50° 26′ 34″ N, 12° 41′ 38″ O (mutmaßliche Lage) | Sachsen                | Kulturhaus Johanngeorgenstadt, Kulturhaus „Karl Marx“                                                                | 1956 | | SAG Wismut, Stadt                                                                                   | großer Theatersaal mit ca. 700 Pl., Klubräume, Gastronomie, div. Zirkel | im Rahmen des Sonderbauprogramms Wismut als Teil eines Wohngebiets entworfen; die freie Wählergemeinschaft der Stadt kämpft um den Bestand des Hauses; 1994 nicht genutzt, doch vom früheren Leiter und von Anwohnern provisorisch vor dem Verfall geschützt; kleine Videothek | Nachdem das Schieferdach mit erheblichen Kosten komplett erneuert wurde, erfolgte 2010 der Abriss des Gebäudes. |
| Kalbe (Milde) 52° 39′ 29″ N, 11° 23′ 32″ O                         | Sachsen-Anhalt         | Kulturhaus Kalbe, seit 1963 Kreiskulturhaus                                                                          | 1954–1958, um 1975 | | Stadt                                                                                               | EG: Foyer, großer Theater- und Kinosaal für 400 Pl.; OG: kleiner Theatersaal mit 80 Pl., Anbau mit 700 m² bis zu 600 Pl. Freiluftbühne                                                                                                  | seit 2008 Sanierungen im Zuge des Leader-Programmes | In Betrieb |
| Kienitz                                                            | Brandenburg            | Kulturhaus der MAS                                                                                                   | 1949 | | | | | |
| Knappenrode 51° 24′ 9″ N, 14° 19′ 28″ O                            | Sachsen                | Werksgasthaus der „Eintracht“, Kulturhaus Knappenrode                                                                | 1915 | | VEB BKW „Glückauf“                                                                                  | | 1915 als Werksgasthaus der „Eintracht“-Grubengesellschaft gebaut. 1951 Anbau des großen Saales, Das 1977 eingeführte Unterhaltungsanrecht sicherte regelmäßige und gut besuchte Konzert- und Theaterbesuche. Schon in den 1990er Jahren scheiterten Verkaufsabsichten. | Denkmal, nach Nutzungsende 2009 neuerlich von Abriss bedroht |
| Königsborn                                                         | Sachsen-Anhalt         | | | | | | | |
| Köthen 51° 45′ 3″ N, 11° 58′ 24″ O                                 | Sachsen-Anhalt         | Concerthaus, Klubhaus der Werktätigen                                                                                | | | | | | abgerissen |
| Kringelsdorf 51° 23′ 6″ N, 14° 36′ 49″ O                           | Sachsen                | | | | | | | Denkmal, privat genutzt als Gasthof |
| Kruge-Gersdorf 52° 45′ 12″ N, 13° 52′ 39″ O                        | Brandenburg            | Kulturhaus | 1952–1953 | Wilhelm Flemming, Fritz Lehmann                                                                                                 | MAS Kruge-Gersdorf, Gemeinde                                                                        | großer Saal mit ca. 500 Pl., Parkett, Klubräume, Bibliothek, Gastronomie | MAS-Kulturhaus in einem Musterdorf der kollektivierten Landwirtschaft; nach zwischenzeitlicher Nutzung durch Privatunternehmer wieder Eigentum der Gemeinde | Denkmal, von Schließung bedroht, derzeit Spendensammlung zur Umsetzung des Brandschutzkonzepts |
| Krumpa 51° 17′ 38″ N, 11° 51′ 15″ O                                | Sachsen-Anhalt         | | 1951–1952 | | Mineralölwerk Lützkendorf                                                                           | | | Denkmalschutz, ruinös |
| Küstrin-Kietz 52° 34′ 0″ N, 14° 36′ 28″ O                          | Brandenburg            | Kulturhaus der Eisenbahner                                                                                           | um 1954 | | | großer Saal mit ca. 350 Pl., Parkett, Klubräume, Gaststätte | diente der Bahnhofsbelegschaft als Kultur- und Sozialgebäude (Essenversorgung); Unterhaltsprobleme; 1995 verwüstet | zwischen 1997 und 2000 saniert, als Kulturhaus genutzt, Verkaufspläne |
| Kyritz 52° 57′ 0″ N, 12° 23′ 29″ O                                 | Brandenburg            | Verein Kulti-Kyritz e.V.                                                                                             | | | | Saal (409 m²), Empore (65 m²), Foyer (146 m² + 138 m²), bis zu 400 Gäste mit Reihenbestuhlung, bis zu 250 (+30 Empore) mit Tischbestuhlung                                                                                              | | In Betrieb |
| Langenbogen 51° 29′ 6″ N, 11° 46′ 34″ O                            | Sachsen-Anhalt         | | 1950 | | vermutlich die Maschinen-Ausleihstation                                                             | großer Saal | Gemeindehaus Langenbogen | Ortschaftsbüro Langenbogen (Gem. Teutschenthal) |
| Laubusch 51° 28′ 20″ N, 14° 8′ 16″ O                               | Sachsen                | | | | Ilse Bergbau AG                                                                                     | | | gefährdet durch den Niedergang der Kolonie Erika; derzeit prekäre Nutzung durch den Heimatverein |
| Lebus 52° 25′ 38″ N, 14° 31′ 57″ O                                 | Brandenburg            | | | | | | | In Betrieb, Denkmal |
| Leinefelde 51° 23′ 3″ N, 10° 19′ 43″ O                             | Thüringen              | Mehrzweckhalle des Versorgungszentrums, Obereichsfeldhalle                                                           | 1972–1974 | E. Reibnagel, G. Hoberg | | Saal mit ca. 800 Pl., Parkett, Empore mit ca. 300 Pl., Gaststätte mit 460 Pl. | Mehrzweckbau: 60 % Sport, 40 % Kultur und Diverses | 1998–2000 Modernisierung des Foyers, In Betrieb |
| Letschin 52° 38′ 40″ N, 14° 21′ 35″ O                              | Brandenburg            | „Theater des Friedens“, „Haus Lichtblick“                                                                            | 1950, 1960 Umbau zum Lichtspieltheater für Breitwandfilme                                                                    | | Gemeinde, Verein                                                                                    | | | letzte Kinoveranstaltung 1991, 1994 Hüllensanierung, nach der Wiedereröffnung am 29. Januar 2000 übernahm der Verein „Altes Kino e. V.“ die Wiederinbetriebnahme der Kinotechnik. |
| Leuna 51° 19′ 21″ N, 12° 0′ 59″ O                                  | Sachsen-Anhalt         | Kulturhaus der Werktätigen „Walter Ulbricht“                                                                         | 1927–1928, 1946–1948 Wiederaufbau, 1956 Fertigstellung des Bühnenhauses                                                      | Neumann, Rammler (Wiederaufbau)                                                                                                 | Träger: VEB Leuna-Werke „Walter Ulbricht“, LVG Leuna-Vermögensverwaltung GmbH                       | großer Saal mit ca. 800 Pl., Parkett, kleiner Saal, Ballettsaal, Klubräume, Bibliothek, Gaststätte | eines der frühesten von der Sowjetischen Militäradministration eingerichteten Kulturhäuser; derzeit umfangreiche Sanierung | In Betrieb, Denkmal |
| Löhma 50° 35′ 30″ N, 11° 27′ 35″ O                                 | Thüringen              | | | | | | | Das Objekt steht seit über 20 Jahren leer und befindet sich im Eigentum der Landesentwicklungsgesellschaft (LEG) Thüringen. |
| Lübbenau 51° 28′ 20″ N, 14° 8′ 16″ O                               | Brandenburg            | Schützenhaus, Kulturhaus der Eisenbahner, Kulturhaus „Neues Leben“                                                   | 1850 | | Deutsche Reichsbahn, privat                                                                         | | bis 1954 als Notunterkunft für geflüchtete Familien genutzt, danach der Deutschen Reichsbahn in Trägerschaft übergeben und ab 1956 als Kulturhaus der Eisenbahner genutzt | 1996 geschlossen, 2003 privat, baurechtlich mit einer Veränderungssperre belegt. 2022 abgerissen |
| Ludwigsfelde 52° 18′ 6″ N, 13° 15′ 36″ O                           | Brandenburg            | Kulturhaus „Arthur Ladwig“                                                                                           | 1956–1959 | Erich Wachlin | Automobilwerke Ludwigsfelde, Stadt                                                                  | großer Saal mit ca. 650 Pl., Parkett, Rang, Klubräume, Gaststätte | Originalausstattung vorhanden; wird von der Stadt genutzt | |
| Lutherstadt Wittenberg 51° 51′ 58″ N, 12° 39′ 14″ O                | Sachsen-Anhalt         | | um 1890, 1957 | | | | | um 1890 als Gasthof Zur Reichspost (Muths Festsäle) eröffnet, 1952 Haus der Schaffenden, später Kreiskulturhaus Maxim Gorki, Kultur- und Tagungszentrum (KTC), 2016 abgerissen |
| Lutherstadt Wittenberg 51° 51′ 54″ N, 12° 39′ 14″ O                | Sachsen-Anhalt         | Kulturhaus Hans Sachs                                                                                                | 1952 | Kreishandwerkerschaft | | | | In Betrieb |
| Magdeburg 52° 6′ 51″ N, 11° 37′ 40″ O                              | Sachsen-Anhalt         | Kulturhaus „AMO“, AMO Kultur- und Kongreßhaus                                                                        | 1950–1951 | Pohl und Gespann | Schwermaschinenbau-Kombinat „Ernst Thälmann“ (SKET), Stadt                                          | großer Saal mit mind. 1000 Pl., Parkett, kleiner Ballett- und Musiksaal, Klubräume, Gaststätte | wichtiger Veranstaltungsort für Magdeburg mit vielfältigen Kultur- und Freizeitangeboten; intensiv kommerziell und stadtkulturell genutzt | In Betrieb, Denkmal |
| Meiningen 50° 34′ 20″ N, 10° 25′ 21″ O                             | Thüringen              | Kulturhaus der Eisenbahner                                                                                           | vor 1955 | | RAW Meiningen privat                                                                                | Saal, Gaststätte, Kegelbahn | | schließt Ende 2019, Umbau zu einem Wohnhaus |
| Meiningen 50° 34′ 19″ N, 10° 24′ 55″ O                             | Thüringen              | Strupp Villa, Kreiskulturhaus „Artur Becker“                                                                         | 1909 | Karl Behlert | Kreis Meiningen Erbengemeinschaft                                                                   | Saal und zahlreiche repräsentative Räume, Parkett, Wandtäfelung, Marmor-Treppenhaus | Denkmal, Räumung des Hauses wegen Rückführungsansprüchen einer weitverzweigten Erbengemeinschaft | Denkmal, 2014 Gründung einer Stiftung für die Realisierung der anstehenden Gebäudesanierung, ab 2021 Nutzung durch das Max-Reger-Konservatorium Meiningen. |
| Merkers 50° 49′ 27″ N, 10° 7′ 27″ O                                | Thüringen              | Kulturhaus, Werra-Rhön-Halle                                                                                         | 1952–1954 | Eichwald | Kalibetrieb „Werra“-FDGB, Gemeinde                                                                  | Saal mit ca. 500 Pl., Parkett, Gaststätte, Klubräume | eines von drei Kulturhäusern im größten Kalirevier der DDR; wird von der Gemeinde genutzt; Gaststätte an Privat verpachtet | 2016 abgerissen zugunsten eines Supermarktes |
| Mestlin 53° 34′ 47″ N, 11° 55′ 35″ O                               | Mecklenburg-Vorpommern | Kulturhaus Mestlin                                                                                                   | 1952–1957 | Erich Bentrup, Günter Kawan | MTS Mestlin, privat                                                                                 | großer Saal mit ca. 500 Pl., Parkett, Klubräume, kleiner Saal, Gaststätte, Bibliothek | im Zuge einer Idealplanung eines zentralen Ortes als Bestandteil einer fast städtischen Platzanlage im Dorfkern gelegen; galt als Musterdorf im Sinne der angestrebten Überwindung des Stadt-Land-Gegensatzes; Umbau des Saals zur Diskothek, Gaststätte geschlossen; konnte nie durch die Gemeinde allein genutzt und getragen werden; für große Veranstaltungen wurde Publikum aus fernergelegenen Gemeinden mit Bussen herangefahren | Denkmal, seit 2008 betreut durch „Denkmal Kultur Mestlin e. V.“ |
| Mittelpöllnitz 50° 45′ 20″ N, 11° 54′ 40″ O                        | Thüringen              | | | | | | | In Betrieb |
| Mühlhausen                                                         | Thüringen              | Kultur- und Sportstätte „Am Schwanenteich“, Kulturstätte „Schwanenteich“                                             | 1898, 1967 Rekonstruktion und Umbau                                                                                          | | Stadt                                                                                               | Saal mit 665 Pl., Parkett, Empore mit 146 Pl., Café, Gaststätte, Freiterrasse | typischer Umbau im Stile der 1960er Jahre; Sport-, Konzert-, Theater- und Filmveranstaltungen | In Betrieb |
| Munzig 51° 5′ 29″ N, 13° 24′ 49″ O                                 | Sachsen                | Kulturhaus Triebischtal                                                                                              | 1960 | | | | Kulturhaus des VEB Pappenfabrik Munzig, weitgehend im Originalzustand erhalten, 1995 privatisiert | 2015 geschlossen |
| Murchin                                                            | Mecklenburg-Vorpommern | Kreiskulturhaus Murchin im Bau Kulturhaus der MAS „Matyas Rakosi“, „Hyper Dome“-Diskothek                            | 1952–1954 | Gräning, Golzow, Schewe | MAS Murchin, privater Betreiber                                                                     | großer Saal mit ca. 450 Pl., Parkett, Klubgaststätte, Hörsaal, Klubräume, Bibliothek | ein Geschenk des Ministeriums für Land- und Forstwirtschaft der DDR an die MAS Murchin als Auszeichnung im landesweiten Wettbewerb um die beste Maschinenausleihstation; dekorative Ausmalung der ehem. Klubgaststätte mit Wand- und Deckenfresken (von Herbert Wegehaupt, Otto Manigk, Manfred Kandt), die das Thema deutsch-ungarische Freundschaft zum Inhalt haben; Relief am linken Seitenflügel der Hausfront von Walter Bullert; Umbau zur Großdiskothek, daneben div. Klub- und Musikräume | Denkmal, ruinös, am 6. Juni 2020 für € 76.000 versteigert |
| Nachterstedt 51° 48′ 2″ N, 11° 20′ 6″ O                            | Sachsen-Anhalt         | Kulturhaus Nachterstedt                                                                                              | ~1951 | | Stadt                                                                                               | Mehrzwecksaal mit Bühne und 700 Plätzen und ein weiterer kleinerer Saal, Kinoprojektoren vorhanden. Dem Kulturhaus ist ein Hotel angeschlossen.                                                                                         | Errichtet als Kulturhaus des VEB Braunkohlenwerk Nachterstedt. | 2008–2010 Sanierung und Umgestaltung zum Dorfgemeinschaftshaus. Kulturdenkmal. |
| Neubrandenburg 53° 33′ 29″ N, 13° 15′ 37″ O                        | Mecklenburg-Vorpommern | Haus der Kultur und Bildung                                                                                          | 1963–1965 | Iris Grund | Stadt                                                                                               | Mehrzwecksaal mit Bühne, 600 Pl., die Zahl wurde später auf 450 reduziert, Spielstätte der Neubrandenburger Philharmonie und des Neustrelitzer Landestheaters. Im östlichen Flügel befindet sich die Regionalbibliothek Neubrandenburg. | | Umbau zu einem Medien- und Verwaltungszentrum bis 2014 |
| Neuhaus am Rennweg                                                 | Thüringen              | Kulturhaus | 1950–1953, 1968–1974 Anbau von Gaststätte und Bibliothek                                                                     | Herbert Fleischhauer; Gustav Schmidt (Anbau)                                                                                    | Stadt                                                                                               | großer Saal mit ca. 500 Pl., Parkett, Empore, Klubräume, Gaststätte, Bibliothek | wird von der Stadt genutzt | |
| Neuruppin 52° 55′ 45″ N, 12° 48′ 41″ O                             | Brandenburg            | Kulturhaus „Stadtgarten“                                                                                             | 1897, Umbau 1967–1969 | | Stadt                                                                                               | Saal mit ca. 650 Pl., Parkett, Rang mit 200 Pl., Klubräume, Gaststätte | typischer Umbau der 1960er Jahre; Tanzgruppen, Film- und Fotozirkel, Tonstudio; vielfältige Unterhaltungsangebote und Verkaufsmessen | |
| Nienburg (Saale) 51° 50′ 44″ N, 11° 45′ 53″ O                      | Sachsen-Anhalt         | Klubhaus „Maxim Gorki“                                                                                               | | | | | ehemals Lagerhalle der Chemischen Fabrik Römer. Gegen Ende des Zweiten Weltkrieges Produktionsort für die aus Dessau ausgelagerten Junkers-Flugzeugwerke der Rüstungsindustrie, daher auch Zeppelin-Halle. Anfang der 1950er Jahre zum Kulturhaus umgebaut. | In Betrieb |
| Obhausen 51° 23′ 24″ N, 11° 39′ 14″ O                              | Sachsen-Anhalt         | Kulturhaus Obhausen                                                                                                  | 1950 | | MTS Wilhelm Pieck                                                                                   | | | |
| Oelsnitz/Erzgeb. 50° 43′ 19″ N, 12° 42′ 1″ O                       | Sachsen                | Kulturhaus »Hans Marchwitza«                                                                                         | 1955–1956 | Martin Decker | Stadt                                                                                               | Großer Saal max. 750 Pl., Bar, Klubräume, Kegelbahn | Zeugnis der DDR-Kultur- und Sozialpolitik, im Stil der Nationalen Bautradition, hochwertige Kunsthandwerksarbeiten, u. a. Bärenplastik von Max Stark, Wandarbeiten in der Kegelbahn von Rudolf Kraus, bergbautypische Steinreliefs über dem Haupteingang von Hanns Diettrich, Gipsintarsien in der Bar von Gerhard Klampäckel | In Betrieb, Denkmal, |
| Oelsnitz/Vogtl. 50° 25′ 16″ N, 12° 10′ 11″ O                       | Sachsen                | Kreiskulturhaus, errichtet als Schützenhaus                                                                          | | | | | | 2012 Diskothek Magic, 2022 abgerissen |
| Parchim 53° 25′ 27″ N, 11° 50′ 49″ O                               | Mecklenburg-Vorpommern | Stadthalle | nach 1984 | | Stadt                                                                                               | Saal mit ca. 400 Pl., kleiner Saal, Klubräume, Gastronomie | bemerkenswerte bildkünstlerische Gestaltung im Foyer; wird weiterhin genutzt | |
| Pfiffelbach 51° 3′ 46″ N, 11° 26′ 30″ O                            | Thüringen              | Kulturhaus, Kongreßzentrum                                                                                           | 1989 | LPG Pfiffelbach | Gemeinde                                                                                            | großer Saal mit max. 750 Pl., Parkett, Klubraum, großes und kleines Restaurant, Gästezimmer | | In Betrieb, Hotel |
| Plauen 50° 29′ 45″ N, 12° 9′ 16″ O                                 | Sachsen                | Festhalle | 1989 eingeweiht | | Stadt                                                                                               | großer Saal, Gaststätte, Klubräume | größter Veranstaltungsort Plauens; an der Stelle der alten Stadthalle errichtet; Ort für Fernsehaufzeichnungen | In Betrieb |
| Plessa 51° 27′ 49″ N, 13° 37′ 10″ O                                | Brandenburg            | Kulturhaus Plessa | 1956–1958 | Erich Graf | VEB Kraftwerk Plessa, Gemeinde                                                                      | großer Saal mit ca. 450 Pl., Parkett, kleiner Saal, Klubräume, Gaststätte | auf der Grundlage einer kompakten Typenvariante entwickelt; weitgehend im Originalbestand erhalten; Denkmal seit 1985, wird von der Gemeinde genutzt | Abriss 2009 verhindert, Sanierung und Betrieb durch einen Bürgerverein |
| Premnitz Lage                                                      | Brandenburg            | | | | | | | |
| Pritzwalk 53° 9′ 11″ N, 12° 10′ 20″ O                              | Brandenburg            | Kulturhaus „Erich Weinert“                                                                                           | 1959 | 2002 von der Wohnungsbaugesellschaft Pritzwalk übernommen                                                                       | | | | 2003 Foyer und großer Saal umgestaltet; im OG ein modernes Kino mit 102 Sitzplätzen eingerichtet. 2004 wurde ein kleiner Saal angebaut. In Betrieb 2021–2022 Grundsanierung |
| Profen 51° 7′ 42″ N, 12° 15′ 57″ O                                 | Sachsen-Anhalt         | | | | MIBRAG                                                                                              | | Eingangsportal mit Reliefs zur Geschichte des Braunkohlentiefbaues | 2004 komplett saniert und als Verwaltungsgebäude umgestaltet. Nutzung durch den Bereich Technische Planung und Umweltschutz der MIBRAG |
| Radeberg 51° 6′ 53″ N, 13° 55′ 1″ O                                | Sachsen                | Kulturhaus „Maxim Gorki“                                                                                             | | | Sachsenwerk, später Rafena und Robotron                                                             | | | abgerissen |
| Rathenow 52° 36′ 23″ N, 12° 20′ 33″ O                              | Brandenburg            | Kulturhaus „Johannes R. Becher“, Kreiskulturhaus                                                                     | 1956–1958 | Martin Buchsteiner, Wilfried Brennecke                                                                                          | Stadt                                                                                               | Theatersaal mit 794 Pl., kleiner Saal mit 200 Pl., Klubräume | nach Typenmodell der Deutschen Bauakademie entwickelt; von der Stadt genutzt | In Betrieb |
| Reppist 51° 32′ 20″ N, 14° 1′ 26″ O                                | Brandenburg            | | | | | | | Denkmal, Privateigentum eines ortsansässigen Handwerkers, soll revitalisiert werden |
| Rositz 51° 0′ 42″ N, 12° 22′ 44″ O                                 | Thüringen              | Kulturhaus „Völkerfreundschaft“                                                                                      | 1952 | | | | | heute Gemeindeverwaltung |
| Rostock 54° 5′ 42″ N, 12° 6′ 13″ O                                 | Mecklenburg-Vorpommern | Klubhaus Neptun Werft                                                                                                | 1951 | | Neptun Werft                                                                                        | | | 2001 Brand, 2011 abgerissen |
| Rüdersdorf 52° 28′ 16″ N, 13° 46′ 39″ O                            | Brandenburg            | Kulturhaus „Martin Andersen Nexö“                                                                                    | 1954–1956 | Emil Leibold | VEB Zementwerke Rüdersdorf, Stadt                                                                   | großer Saal mit ca. 550 Pl., Parkett, kleiner Saal mit ca. 120 Pl., Klubräume, Bibliothek, Gastronomie im großen Vestibül möglich | in der Meisterwerkstatt I der Dt. Bauakademie unter Leitung H. Henselmanns entworfen; klassizierendes Kulturhaus in weißem Rüdersdorfer Zement; bedeutender Veranstaltungsort für Stadt und Umland; weitgehend im Originalzustand; reiche Sammlung von Zeugnissen der Hausgeschichte | In Betrieb, Denkmal |
| Ruhla 50° 53′ 57″ N, 10° 21′ 53″ O                                 | Thüringen              | Kulturhaus „Klement Gottwald“                                                                                        | 1949–1951 | Hermann Räder | SAG Uhrenwerk Ruhla, Uhrenwerke Ruhla, Stadt                                                        | Saal mit ca. 300 Pl., Parkett, Bibliothek, Gaststätte | auf Weisung der SAG Uhren- und Maschinenfabrik Ruhla entstanden; von der Stadt weiter genutzt | In Betrieb |
| Saalfeld 50° 39′ 3″ N, 11° 21′ 16″ O                               | Thüringen              | Meininger Hof | | | Eigenbetrieb der Stadt seit 2003                                                                    | großer Saal mit 240-600 Pl., kleiner Saal mit 60-100 Pl., Foyer mit 90-180 Pl. | | In Betrieb |
| Schkopau 51° 23′ 46″ N, 11° 58′ 33″ O                              | Sachsen-Anhalt         | Kulturhaus »Haus der Freundschaft« der Buna Werke                                                                    | 1952–1958 | Hauser, Reinhardt | VEB Chemische Werke Buna                                                                            | großer Theatersaal mit 748 Pl., Konzertsaal mit ca. 250 Pl., Ballettsaal, Klubräume, große Gaststätte | interessante, dekorative Innenausstattung im Original erhalten; bemerkenswerter Saal in schlichter Architektur mit eigenwilligen Neonlüstern und hervorragender Akustik | Eröffnungsort der 1. Arbeiterfestspiele der DDR. Ende 1998 geschlossen, unter Denkmalschutz, ruinös |
| Schmiedefeld am Rennsteig 50° 36′ 0″ N, 10° 49′ 0″ O               | Thüringen              | 1959-1960 | Carl Landgraf | | | 240 Pl. | | Nutzung als Gaststätte, seit 2020 geschlossen |
| Schönebeck (Elbe) 52° 1′ 25″ N, 11° 42′ 27″ O                      | Sachsen-Anhalt         | | | | Anhaltinische Chemische Fabrik                                                                      | | | unter Denkmalschutz |
| Schwaan 53° 56′ 25″ N, 12° 5′ 41″ O                                | Mecklenburg-Vorpommern | | | | | | | Nutzung als Kegelbahn |
| Schwarza 50° 41′ 29″ N, 11° 19′ 30″ O                              | Thüringen              | | | | VEB Chemiefaserkombinat Schwarza „Wilhelm Pieck“                                                    | | 1993 Discothek „Miami-Park“ | 2014 abgerissen und durch einen Einkaufsmarkt ersetzt |
| Schwarzheide 51° 28′ 47″ N, 13° 52′ 45″ O                          | Brandenburg            | Kulturhaus „Erich Weinert“                                                                                           | | | VEB Synthesewerk Schwarzheide, BASF Schwarzheide                                                    | | | In Betrieb |
| Schwedt/Oder 53° 3′ 22″ N, 14° 17′ 33″ O                           | Brandenburg            | | 1978 | | | großer Saal 800 Pl., kleiner Saal mit über 100 Pl., für Theater-, Konzert- und Filmveranstaltungen, Räume und Ateliers für die Volkskunstzirkel der Stadt                                                                               | | Bespielt durch die Uckermärkische Bühnen Schwedt |
| Schwedt/Oder                                                       | Brandenburg            | Kulturhaus „Artur Becker“                                                                                            | | | | | | heute (2023) dem Verfall überlassen |
| Schwerin                                                           | Mecklenburg-Vorpommern | Ehemaliges Klubhaus der Eisenbahner                                                                                  | 1948 | | Deutsche Reichsbahn                                                                                 | großer Saal mit Balkon 300 Pl., Klubraum mit Bar 50 Pl., Bühne für Theater-, Konzert- und Filmveranstaltungen, Gewerkschaftsbibliothek, Räume für das Volkskunstensemble Theodor Körner                                                 | Probestätte des Theodor Körner Chores | keine Nutzung, verschlossenes Denkmal |
| Seelow 52° 31′ 58″ N, 14° 23′ 5″ O                                 | Brandenburg            | Kulturhaus „Erich Weinert“                                                                                           | 1954–1957 | Hans-Jürgen Kluge | Stadt                                                                                               | großer Saal mit ca. 500 Pl., Parkett, kleiner Saal mit ca. 180 Pl., diverse Klubräume | nach Typenmodellen der Dt. Bauakademie entworfenes, klassizierendes Kulturhaus; Bronzeplastik auf dem Vorplatz von Walter Kreisel; Erich-Weinert-Büste von Herbert Burschik; Originalausstattung weitgehend erhalten; seit 1982 Denkmalschutz. Nutzung durch die Stadt | In Betrieb |
| Spremberg                                                          | Brandenburg            | Kulturhaus „Artur Becker“                                                                                            | 1936, 1950–1965 Lehrwerkstatt Grube Brigitta, 1970/71 Umbau                                                                  | | Kraftwerk Trattendorf                                                                               | Schwimmbad | | um 2000 abgerissen |
| Steinfurth 53° 58′ 24″ N, 13° 38′ 38″ O                            | Mecklenburg-Vorpommern | | | | | | | Denkmal |
| Strasburg (Uckermark) 53° 30′ 47″ N, 13° 44′ 56″ O                 | Mecklenburg-Vorpommern | | 1915 | | | als Jugendheim eröffnet, der ehemalige Turnsaal diente später als Festsaal und bot Platz für 600 Personen | | 2023 nach Brandstiftung abgerissen |
| Suhl 50° 36′ 32″ N, 10° 41′ 20″ O                                  | Thüringen              | Kulturhaus „7. Oktober“, Haus Philharmonie                                                                           | 1955–1957 | Hermann Räder | Stadt                                                                                               | Theatersaal mit 690 Pl., Kinosaal mit 407 Pl., große Vorhalle, Klubräume, Café | durch die Stadt genutzt | 2010 Teilabriss, Umnutzung als Verbandshaus u. a. durch die Industrie- und Handelskammer Südthüringen |
| Tangerhütte 52° 25′ 51″ N, 11° 47′ 36″ O                           | Sachsen-Anhalt         | Kulturhaus | 1932, 1957 Jugendklubhaus, 1977 Um- und Ausbau, 1986 Bühnenhaus                                                              | | Stadt                                                                                               | großer Saal mit ca. 500 Pl., Parkett, Klubräume, Gaststätte | typischer Umbau eines älteren Schützenhauses im Gestus der 1960er Jahre; Funktionsgebäude in den 1970er Jahren möglicherweise nach Typenserie angebaut; als Tonnengewölbe geformter Saal; vielfältige Nutzung durch die Stadt | Umbau für 2024 geplant |
| Teutschenthal 51° 26′ 59″ N, 11° 48′ 45″ O                         | Sachsen-Anhalt         | | 1973–1975 | | KAP Teutschenthal                                                                                   | großer Saal für 650 Besucher | | Kultur- und Gemeindezentrum mit Bücherei |
| Torgau 51° 33′ 40″ N, 13° 0′ 14″ O                                 | Sachsen                | Schützenhaus, HO Haus der Werktätigen                                                                                | 1811, 1902 großer Saal | | Stadt, Verein Torgau-Kultur                                                                         | Großer Saal mit Bühne und Blüthner-Konzertflügel (420 Pl.), kleiner Saal (80 Pl.), Foyer | | Denkmal, In Betrieb |
| Trebus 52° 24′ 6″ N, 14° 2′ 25″ O                                  | Brandenburg            | Kulturhaus „Haus des Friedens“, Restaurant „Seeblick“                                                                | 1951 | | MAS Trebus, Gemeinde (Erbbaurechtsvertrag)                                                          | | frühes, in moderat modernen Formen gehaltenes Dorfkulturhaus; wird derzeit saniert | als Restaurant genutzt |
| Tröbitz 51° 35′ 50″ N, 13° 26′ 3″ O                                | Brandenburg            | | | Landmaschinenbau Tröbitz | | | | gewerbliche Nutzung |
| Unterwellenborn 50° 39′ 45″ N, 11° 26′ 37″ O                       | Thüringen              | Kulturpalast Unterwellenborn                                                                                         | 1952–1955 | Hanns Hopp, Josef Kaiser, Thomas Reimer; Parkanlage: Wladimir Rubinow                                                           | VEB Maxhütte Unterwellenborn, Landkreis Saalfeld, IMMO Möbel GmbH & Co. KG/Knut Schneider (Kronach) | großer Theatersaal mit ca. 700 Pl., Musiksalon mit ca. 200 Pl., Ballettsaal, Kellergaststätte „Bierschwemme“, Café-Restaurant mit ca. 200 Pl., großer Seminarraum, Bibliothek, Klub- und Spielräume, Foyers                             | reiche Ausstattung; weitläufige Treppenhäuser; ursprünglich geplante Anlage eines Kultur- und Sportparks nur reduziert ausgeführt; mehr als 50 verschiedene Leuchten und Lüster kamen von Leipziger, Chemnitzer und Ebersbacher Firmen (Standardmodell und Einzelfertigungen); Giebelrelief am Portal und Mosaiken auf den Kartuschen zwischen den Säulen (Darstellung der Musen); das Haus wurde 1994 an einen privaten Nutzer abgegeben; dringend sanierungsbedürftig | Nicht in Betrieb, Denkmal |
| Vetschau 51° 47′ 2″ N, 14° 4′ 40″ O                                | Brandenburg            | | | | | | Discotheken „Crazy“, „Sunrise“ | Abriss und Neubebauung mit einem Einkaufsmarkt für 2017 in Arbeit |
| Welzow 51° 34′ 18″ N, 14° 10′ 23″ O                                | Brandenburg            | | um 1800 | Alfred-Scholz-Werk | | | Dorfschenke Fam. Merting, nach 1965 Kulturhaus | [ 152 ] |
| Wernigerode 51° 50′ 13″ N, 10° 47′ 2″ O                            | Sachsen-Anhalt         | | 1912 | | | | Errichtet als Logenhaus der Freimaurer, nach 1949 Kulturhaus, ab 1965 nach Palmiro Togliatti benannt. | Denkmal |
| Wernigerode 51° 50′ 11″ N, 10° 47′ 8″ O                            | Sachsen-Anhalt         | | 1976–1979 | | | | Neubau als geistig-kulturelles Zentrum mit nie fertiggestelltem Saalanbau, orange verkleidet | 1993 komplett abgerissen für Neubau eines Hotels mit Kongresszentrum |
| Weimar 50° 59′ 1″ N, 11° 19′ 30″ O                                 | Thüringen              | Weimarhalle (erbaut 1952–1974 als Haus der Offiziere)                                                                | 1931–1932 | | | | | 1997 komplett abgerissen. 1999 Einweihung des Neubaus als »congress centrum neue weimarhalle« |
| Weißwasser 51° 30′ 11″ N, 14° 38′ 32″ O                            | Sachsen                | Volkshaus, Kulturhaus der Chemiearbeiter                                                                             | 1928 | Emil Lange | Allgemeiner Deutscher Gewerkschaftsbund, Stadt                                                      | | | Brand 2006, seit 2013 Verein „DENK MAL MIT LEBEN“, Förderverein Volkshaus Weißwasser e. V., Denkmal, Großbrand 2021 |
| Wismar 53° 53′ 47″ N, 11° 28′ 38″ O                                | Mecklenburg-Vorpommern | | | | | | | Denkmal |
| Wittenberge 52° 59′ 46″ N, 11° 45′ 16″ O                           | Brandenburg            | | 1955 Grundsteinlegung, 1958 Brand am fortgeschrittenen Rohbau, 1959 Eröffnung                                                | | Stadt                                                                                               | Großer Saal (625-661 Pl.), Plenarsaal (128-224 Pl.), Kleiner Saal (88 Pl.), Foyer | 1994 Denkmal | 1997–1999 umfassende Sanierung, in Betrieb |
| Wolfen 51° 39′ 31″ N, 12° 15′ 57″ O                                | Sachsen-Anhalt         | Kulturhaus Wolfen | Ursprungsbau 1927, Wiederaufbau und Erweiterung 1950                                                                         | | Filmfabrik Wolfen, Stadt                                                                            | großer Theatersaal (mit Empore) mit 900 Pl., kleiner Saal mit ca. 200 Pl., Parkett, große Werkskantine, weitläufiges Foyer, Gaststätte, Klubräume                                                                                       | auf Veranlassung der Sowjetischen Militäradministration (SMAD) in einem Altbau als Theater der Werktätigen Wolfen eingerichtet, 1954 Klubhaus der Gewerkschaften, seit 1988 Klubhaus „Sella Hasse“; Innenausstattung weitgehend im Originalzustand erhalten; durch die Stadt genutzt | seit 1991 als Städtisches Kulturhaus Wolfen in Betrieb |
| Zehdenick 52° 58′ 55″ N, 13° 20′ 4″ O                              | Brandenburg            | Tanzrestaurant „Stadtgarten“                                                                                         | Ursprungsbau 1912, Umbauten um 1968                                                                                          | | Stadt, privat                                                                                       | Saal mit ca. 300 Pl., Parkett, Rang, Gastronomie | typische Umbauvariante der 1960er Jahre; ungewöhnlicher Umbau des Saals mit Holzverkleidung, aufwendiges Dekor, bemerkenswerte Beleuchtung; in Pacht mit vielfältigem Veranstaltungsprogramm | In Betrieb |
| Zeitz 51° 4′ 19″ N, 12° 11′ 34″ O                                  | Sachsen-Anhalt         | Kulturhaus „Marx-Engels“, Hyzet-Clubhaus                                                                             | 1949–1951 | W. Müller, Metz | SAG Hydrierwerk Zeitz, Stadt                                                                        | großer Saal mit ca. 1000 Pl., Parkett, Rang, kleiner Saal, Klub- und Spielräume | gut erhaltener Bestand, Nutzung durch Stadt und Werk | In Betrieb |
| Zeulenroda-Triebes 50° 38′ 58″ N, 11° 58′ 39″ O                    | Thüringen              | als Pohlands Lokal errichtet, HO-Kulturhaus „Deutsch-Sowjetische Freundschaft“ (Umbau), später Stadthalle            | 1867 | | Stadt                                                                                               | | Gaststätte, Bar, Kegelbahn | 2017 wegen Baumängeln geschlossen, trotz Petition Teilabriss für 2025 geplant, Neubau bis 2028 |
| Zinnowitz 54° 4′ 46″ N, 13° 54′ 37″ O                              | Mecklenburg-Vorpommern | Kulturhaus Zinnowitz                                                                                                 | 1953–1957 | Walter Litzkow, G. Ulbricht, Günter Möhring, K. Hämmerling                                                                      | SAG Wismut, Gemeinde, z. Zt. keine                                                                  | großer Theatersaal mit 900 Pl., Speisesaal mit 400 Pl., Restaurant, Klubräume | als Kulturhaus für die Betriebsferienheime der SAG Wismut in hart klassizierenden Formen errichtet | lag mehrere Jahre als nur notdürftig gesicherte Ruine ohne Inventar brach, ab 2017 Umbau zu Wohnungen |
| Zschornewitz 51° 42′ 51″ N, 12° 24′ 1″ O                           | Sachsen-Anhalt         | Gasthof der Reichselektrowerke, Klubhaus „Aktivist“                                                                  | 1915, 1929 | | | | | Denkmal, ruinös, Saal abgerissen, 2015 privatisiert, 2017–2020 Sanierung und Umbau zu Wohnungen |
| Zwickau 50° 44′ 26″ N, 12° 29′ 21″ O                               | Sachsen                | Kulturhaus „Neue Welt“, Konzert- und Ballhaus „Neue Welt“                                                            | 1902–1903, 1977–1980 eingeschossiger Anbau mit Foyer und Gaststätte                                                          | Johannes Henning; Jürgen Thiele, Karl-Heinz Barth (Anbau)                                                                       | Stadt                                                                                               | großer Saal mit umlaufenden Galerien mit ca. 3.000 Pl., Parkett, großes Foyer mit ca. 200 Pl., Klubraum, Gaststätte mit ca. 130 Pl. | größter Terrassensaal Sachsens mit wertvoller Jugendstilornamentik und -ausstattung; Mitte der 1980er Jahre restauriert; repräsentativer Veranstaltungsort | In Betrieb |
| Zwickau 50° 43′ 34″ N, 12° 33′ 30″ O                               | Sachsen                | Kulturhaus „Martin Hoop“                                                                                             | | | VEB Steinkohlenwerk Martin Hoop                                                                     | | | ruinös, Dacheinsturz 2023 |
| Zwickau 50° 43′ 5″ N, 12° 30′ 36″ O                                | Sachsen                | Kulturhaus „Karl Marx“                                                                                               | | Felix Birner | VEB Steinkohlenwerk Karl Marx                                                                       | | zeitweilig Discothek „Flash“ | |
| Zwickau 50° 43′ 25″ N, 12° 29′ 48″ O                               | Sachsen                | Haus der Deutsch-Sowjetischen-Freundschaft (DSF), vormals Gasthof Zum goldenen Becher                                | 1870 | | | Kegelbahn (UG), Gaststätte (EG), großer Veranstaltungssaal mit Bühne, kleiner Veranstaltungsraum, Bar (OG) | bis 1990 genutzt | Leerstand, Denkmal, ruinös, Versteigerung am 27. August 2025 |

## Veranstaltungen
- Das Kulturwunder im Osten Deutschlands – Rückblicke und Perspektiven. Wanderausstellung nach einer Dokumentation von Peter Goedel. Seit März 2016, u. a. in Potsdam, München, Weisswasser.
- Palastkulturen. Geschichte und Gegenwart der DDR-Kulturhäuser. Tagung im Kultur- und Kongresszentrum Gera, November 2024, Veranstalter: Zeitgeschichtliches Forum Leipzig, Bundeszentrale für politische Bildung, Stiftung Humboldt Forum im Berliner Schloss (Programm)